# Operação Guitar Boy
Operação Guitar Boy foi o codinome para uma tentativa de golpe de Estado em 17 de abril de 1967 em Gana, por um grupo de oficiais subalternos das Forças Armadas de Gana. Embora sem êxito, o golpe resultou no assassinato do tenente-general Emmanuel Kwasi Kotoka, chefe de Estado-Maior da Gana.

## Antecedentes
Em 24 de fevereiro de 1966, ocorreu um golpe militar, com os militares de Gana derrubando o governo do Partido da Convenção do Povo (em inglês:  Convention People's Party, CPP) do primeiro presidente da República da Gana, Kwame Nkrumah. O regime militar governante se autonomeou Conselho Nacional de Libertação (em inglês:  National Liberation Council, NLC), e Kotoka, como o oficial geral comandante das forças armadas de Ghana, foi uma figura importante no conselho.

## Guitar Boy
A tentativa de contragolpe contra o Conselho Nacional de Libertação foi instigada por três oficiais subalternos das Forças Armadas de Gana: o tenente Samuel Arthur, o tenente Moses Yeboah e o segundo tenente Osei-Poku. Com o apoio de vários oficiais superiores, incluindo o subtenente George Ofosu, e 119 soldados do 2º Recce (Reconhecimento), os golpistas conspiraram para derrubar o governo do Conselho Nacional de Libertação.
A operação foi nomeada "Guitar Boy" devido a uma canção popular do músico nigeriano Victor Uwaifo, na qual a deusa da água da África Ocidental, a Mami Uata, lhe dera uma guitarra e pediu-lhe para fazer boa música. Após a tentativa de golpe, "Guitar Boy" foi proibida pelo Conselho Nacional de Libertação das airplays de rádios transmitidas em Gana.
O tenente-general Kotoka foi baleado e morto pelo tenente Yeboah no Aeroporto Internacional de Gana. O aeroporto seria renomeado mais tarde Aeroporto Internacional Kotoka em homenagem ao general, e o local em que ele foi morto agora abriga um memorial com uma estátua em tamanho real.[carece de fontes?]
O tenente Arthur tentou ganhar acesso ao depósito de munições do 1º Regimento de Recce. Em uma luta pelas chaves, o capitão Avevor - o quartel-mestre do depósito - foi baleado e morto.[carece de fontes?]
Por seu papel nas mortes, Yeboah e Arthur foram executados por pelotão de fuzilamento em um campo militar perto de Labadi Beach. O outro conspirador, Osei-Poku, recebeu uma sentença de prisão de trinta anos, e os outros membros do regimento também foram condenados à prisão.[carece de fontes?]

## Consequências
Embora o golpe Guitar Boy fosse finalmente infrutífero, considera-se que teria conduzido à posterior queda do governo do Conselho Nacional de Libertação, devido ao aumento das divisões causadas pelo assassinato de Kotoka, que era uma influência estabilizadora no governo militar.
Alguns partidários de Nkrumah alegaram que o golpe abortado de Arthur visava restaurar o presidente destituído Kwame Nkrumah e seu Partido da Convenção do Povo. No entanto, a biografia de Kotoka por Ofosu-Appiah indica algo diferente, pois Arthur teria dito que ele queria ser o primeiro subalterno a ter realizado um golpe militar bem sucedido na África.